# Велісса Гонзага
Велісса Гонзага  (порт. Welissa de Souza Gonzaga, як гравець відома під іменем Сасса (порт. Sassá), 9 вересня 1982) — бразильська волейболістка, олімпійська чемпіонка.

## Виступи на Олімпіадах
| Олімпіада  | Дисципліна | Місце |
| ---------- | ---------- | ----- |
| Афіни 2004 | волейбол   | 4     |
| Пекін 2008 | волейбол   | 1     |